# Радиум
Ра́диум (англ. Radium Release Hitch) — узел для спуска особо тяжёлых грузов, а также для создания «плавающего» закрепления системы страховки (или полиспаста) к станции. Узел «радиум» применяют при спасательных работах. По функциональности — аналогичен узлу Мунтера мула, но рассчитан на работу с гораздо большим весом. Система состоит из мини-полиспаста и узла UIAA, которые блокируют рифовым и контрольным узлами. Для создания системы используют корделет диаметром 8 мм и длиной 10 метров, пару овальных карабинов. С помощью узла «радиум» можно опустить груз на глубину до трёх метров, что бывает необходимо при работе со спасательным грузом, так как верёвки под большой нагрузкой сильно растягиваются, и для того, чтобы снять нагрузку может быть необходимо выдать несколько метров корделета. Узел «радиум» легко развязывать под нагрузкой и, в случае необходимости, позволяет одному спасателю без усилий приспустить 2 человека. Разработан канадскими спасателями и широко применяемый профессиональными спасателями во многих странах. Основные исследования проводила канадская компания Rigging for Rescue, занимающаяся обучением спасателей и разработкой спасательных технологий. В этой работе принимали участие сотни спасателей в Канаде и США. В начале 1990-х годов были окончательно сформулированы современные требования к технике страховки.

## Способ завязывания
1. Завязать восьмёрку на конце 8 мм корделета и длиной 10 м.
2. Закрепить восьмёрку на нижнем карабине.
3. Сделать мини-полиспаст с теоретическим выигрышем 1:3 с расстоянием между карабинами в 10 см.
4. Вщёлкнуть узел UIAA в верхний карабин.
5. Застопорить систему рифовым и контрольным узлами.

## Признаки
Плюсы
- Узел — прост
- Позволяет приспустить груз
- Легко завязывать
- Легко развязывать

Минусы
- Обязательно требуется пара овальных карабинов с муфтой
- Для безопасного использования карабины должны быть обязательно замуфтованы
- Необходимо следить за отсутствием перехлёстов в системе

## Применение
В спасательных работах
- В спасательных работах «плавающую точку» — узел «радиум» применяют, когда может возникнуть необходимость выдать нагруженную верёвку
- Позволяет ослабить зажатый схватывающий узел «тандем прусик»
- Позволяет приспустить двух-трёх человек на глубину до трёх метров